# David Castillo i Buïls
Œuvres principales
Game over
El cel de l'infern
No miris enrere
David Castillo i Buïls, né à Barcelone (Catalogne, Espagne) le 19 juin 1961, est un poète, écrivain et critique littéraire catalan.

## Biographie
David Castillo a commencé à être connu en tant que poète pendant les années 1970 avec des publications clandestines et contreculturelles, même si son premier livre publié, belle déclaration de principes, a été la biographie de Bob Dylan, en 1992. Trois années auparavant il avait signé l'anthologie Ser del segle, qui rassemblait les voix principales de la génération des années 1980. Il publie ensuite une série de recueils de poèmes, dont Game over, avec lequel il remporte le prix Carles Riba. Il poursuit en ouvrant une étape en tant qu'auteur de prose avec des romans tels que El cel de l'infern et No miris enrere, appréciés tant par la critique que par les lecteurs. Le premier décroche le prix Crexells du meilleur roman catalan en 1999. Le deuxième, le prix Sant Jordi en 2001. Il a reçu trois prix Atlàntida de journalisme et son anthologie de poésie en italien remporte le prix international Tratti du meilleur poète étranger. Il a organisé différents cycles poétiques et a fondé et dirigé la Semaine de la poésie de Barcelone à partir de 1997.
De plus, il publie des articles et des critiques littéraires presque depuis ses débuts. Dès 1989 il dirige le supplément de culture du journal El Punt Avui. Il a été le directeur pendant huit ans de la revue Lletra de canvi et a travaillé pendant cinq ans comme professeur à l'université autonome de Barcelone. Avec le jeune poète Marc Sardá il publie le livre Conversaciones con José "Pepín" Bello, largement commenté par la critique.

## Œuvres

### Biographies
- 1992 : Bob Dylan (Edicions 62)[2]
- 2007 : Conversaciones con  José "Pepín" Bello, avec Marc Sardá (Anagrama)[3]
- 2008 : Bcn Rock, photographies de Ferran Sendra (Arola)[4]

### Poésie
- 1993 : La muntanya russa (Pagès)[5]
- 1994 : Tenebra (Proa)[6]
- 1997 : Poble Nou flash back, avec Albert Chust[réf. nécessaire]
- 1998 : Game over (Proa)[7]
- 2000 : El pont de Mühlberg (Proa)[8]
- 2000 : Seguint l'huracà (Arola), avec Marcel Pey[9]
- 2001 : Bandera negra : antología personal (1992-2001)  (SIAL)[10]
- 2005 : Menta i altres poemes (Gráf. Irlanda)[11]
- 2005 : Downtown (Icaria)[12]
- 2006 : Esquena nua (Proa)[13]
- 2011 : Doble zero (Proa)[14]

### Romans
- 1999 : El cel de l'infern (Proa)[15]
- 2002 : No miris enrere (Proa)[16]
- 2010 : El llibre dels mals catalans : burocràcia sentimental sobre la noció del temps (Columna)[17]
- 2010 : El mar de la tranquil·litat (Proa)[18]
- 2014 : Barcelona no existeix (Empúries)[19]

### Scénario
- 2005 : Hot milk, avec Ricardo Bofill (Canónigo Films)[20]

## Distinctions
- 1987 : Prix Atlàntida à la meilleure revue culturelle pour El temps
- 1990 : Prix Atlàntida au meilleur supplément culturel pour le journal Avui
- 1997 : Prix Carles Riba de poésie pour Game over
- 1999 : Prix Joan Crexells de narrative pour El cel de l'infern
- 2001 : Prix Sant Jordi du roman pour No miris enrere[21]
- 2005 : Prix Atlàntida au meilleur auteur d'articles en catalan de l'année
- 2006 : Prix Cadaqués au meilleur recueil de poèmes de l'année par Esquena nua
- 2006 : Prix international Tratti pour Il presente abandonatto
- 2010 : Prix Atlàntida au meilleur supplément culturel pour le journal El Punt Avui